# 中野稔
中野 稔（なかの みのる、1939年2月5日 - 2021年4月4日）は、日本の光学合成技師。円谷プロダクション、日本現代企画を経て、デン・フィルム・エフェクトに所属していた。東京都出身。

## 人物
日本大学芸術学部・大学院芸術学研究科出身。同期には佐川和夫、東條昭平、坂本太郎がいた。
1972年、高野宏一、飯塚定雄と共に「デン・フィルム・エフェクト」を設立。
2016年、文化庁映画賞受賞。
2021年4月4日、肝不全のため死去。82歳没。

## テレビ
- 沖縄物語 - 撮影助手
- ウルトラシリーズ
  - ウルトラQ（1966年） - 光学撮影
  - ウルトラマン（1966年 - 1967年） - 光学撮影
  - ウルトラセブン（1967年 - 1968年） - 光学撮影
  - 帰ってきたウルトラマン（1971年 - 1972年） - 光学撮影
  - ウルトラマンA（1972年 - 1973年） - タイトル
  - ウルトラマンタロウ（1973年 - 1974年）
- 快獣ブースカ（1966年 - 1967年） - 光学撮影
- マイティジャック（1968年） - 光学撮影
- 戦え! マイティジャック（1968年） - 光学撮影
- 怪奇大作戦（1968年 - 1969年） - 光学撮影
- ガッツジュン（1971年） - 視覚効果
- ミラーマン（1971年 - 1972年） - 合成技術
- ファイヤーマン（1973年） - 視覚効果
- 恐怖劇場アンバランス（1973年） - 光学撮影
- 恐竜探険隊ボーンフリー（1976年 - 1977年） - 視覚効果
- バトルホーク（1976年） - 合成
- スターウルフ（1978年） - 視覚効果
- 宇宙からのメッセージ・銀河大戦（1978年 - 1979年） - 視覚効果
- 西遊記（1978年 - 1979年） - 視覚効果
- ウルトラマンになりたかった男（1993年）

## 映画
- ウルトラシリーズ
  - 長篇怪獣映画ウルトラマン（1967年） - 光学撮影
  - ウルトラマン・ウルトラセブン モーレツ大怪獣戦（1969年） - 光学撮影
  - 実相寺昭雄監督作品ウルトラマン（1979年） - 特殊撮影
  - ウルトラ6兄弟VS怪獣軍団（1979年） - 視覚効果
  - ウルトラマン怪獣大決戦（1979年） - 光学撮影
  - ウルトラQ ザ・ムービー 星の伝説（1990年） - 視覚効果
- 怪獣大奮戦 ダイゴロウ対ゴリアス（1972年） - 特殊技術
- ルパン三世 念力珍作戦（1974年） - 特殊技術
- 極底探険船ポーラーボーラ（1977年） - 視覚効果
- 宇宙からのメッセージ（1978年） - 視覚効果
- 宇宙からのメッセージ・銀河大戦（1978年） - 視覚効果
- バミューダの謎 魔の三角水域に棲む巨大モンスター!（1978年） - 視覚効果
- 地獄（1979年） - 視覚効果
- 夜叉ヶ池（1979年） - 視覚効果
- 魔界転生（1981年） - 視覚効果
- だいじょうぶマイ・フレンド（1983年） - 視覚効果
- 里見八犬伝（1983年） - 視覚効果
- CHECKERS IN TAN TAN たぬき（1985年） - 視覚効果
- テラ戦士ΨBOY（1985年） - 視覚効果
- 螢川（1987年） - 視覚効果
- 帝都物語（1988年） - 視覚効果
- 敦煌（1988年） - 視覚効果
- ドグラ・マグラ（1988年） - 視覚効果
- 孔雀王（1988年）
- 丹波哲郎の大霊界 死んだらどうなる（1989年） - 視覚効果
- 利休（1989年） - 視覚効果
- 二十世紀少年読本（1989年） - 視覚効果
- ZIPANG（1990年） - 視覚効果
- ほしをつぐもの（1990年） - 視覚効果
- 夢（1990年） - 視覚効果
- 東京上空いらっしゃいませ（1990年） - 視覚効果
- 天と地と（1990年） - 視覚効果
- オーロラの下で（1990年） - 視覚効果
- 8マン・すべての寂しい夜のために（1992年） - 視覚効果
- 獅子王たちの最后（1993年） - 視覚効果
- 河童（1994年） - タイトル
- 幻の光（1995年） - 視覚効果
- 罠 THE TRAP（1996年） - 視覚効果
- 人間椅子（1997年） - 視覚効果
- CAT'S EYE キャッツ・アイ（1997年） - 視覚効果
- 縄文うるしの世界 青森県山内丸山遺跡'98（1999年） - 視覚効果

## オリジナルビデオ
- ミカドロイド（1991年） - 視覚効果
- 妖獣大戦（1991年） - 視覚効果

## 出演

### テレビ
- ウルトラマン 第35話「怪獣墓場」（1967年） - 怪獣供養の住職[7]
- 50人のウルトラマン

### 映画
- ウルトラQ ザ・ムービー 星の伝説（1990年） - 被害者

### DVD
- ウルトラセブン VOL.11 特典映像「ウルトラアペンディックス ＜稔＞の時期」（1999年）
- 帰ってきたウルトラマン VOL.13特典映像「店頭デモ映像」（2002年）
- 怪奇大作戦 VOL.6特典映像「怪奇大作戦とは」（2004年）

### イベント
- 『DVD「怪奇大作戦」「ウルトラの揺り籠」発売記念オールナイト』第1部 DVD「ウルトラの揺り籠」発売記念トークショー（2004年2月7日、テアトル新宿）